# Boaz Island
Boaz Island ist eine flache Insel am Großen Sund im Nordwesten der atlantischen Inselgruppe Bermuda. Sie liegt südwestlich von Ireland Island (Südinsel) und nordöstlich von Somerset Island, mit denen sie jeweils über Brücken verbunden ist.
Das der Südküste unmittelbar vorgelagerte Watford Island ist heute über einen befahrbaren Damm fest mit Boaz Island verbunden und wird daher häufig als deren Bestandteil angesehen.
Boaz Island war früher (ab 1933) ein Stützpunkt der britischen Seestreitkräfte (Royal Navy).
Auf Watford Island findet sich aus dieser Zeit noch ein Friedhof für Militärpersonen.
Seit etlichen Jahren ist der militärische Stützpunkt aufgegeben; hier wohnen heute nur noch Zivilisten.
Boaz Island zählt zum Verwaltungsbezirk Sandys Parish.